# Gabriel Leyva Solano, Elota
Gabriel Leyva Solano är en ort i Mexiko.   Den ligger i kommunen Elota och delstaten Sinaloa, i den centrala delen av landet, 900 km nordväst om huvudstaden Mexico City. Gabriel Leyva Solano ligger 80 meter över havet och antalet invånare är 150.
Terrängen runt Gabriel Leyva Solano är platt åt sydväst, men åt nordost är den kuperad. Runt Gabriel Leyva Solano är det ganska glesbefolkat, med 42 invånare per kvadratkilometer. Närmaste större samhälle är El Carrizo, 14,9 km sydost om Gabriel Leyva Solano. Omgivningarna runt Gabriel Leyva Solano är en mosaik av jordbruksmark och naturlig växtlighet.